# 小宮山絵理
小宮山 絵理（こみやま えり、9月3日 - ）は、日本の舞台女優、声優。静岡県出身。

## 来歴
2025年3月31日、同日付でオフィスPACが事業停止したことに伴い、翌4月1日付でフリー転向。

## 人物
特技はピアノ、サックス。

## 出演作品

### テレビアニメ
2006年
- BLOOD+

2007年
- 古代王者 恐竜キング Dキッズ・アドベンチャー（2007年 - 2008年、竜野リアス、スピノ）- 2シリーズ

2008年
- アリソンとリリア（中年女性）
- 鉄のラインバレル（女性キャスター）
- 屍姫 赫（カップル・女、女A）
- シゴフミ（少女）

2009年
- 鋼の錬金術師 FULLMETAL ALCHEMIST（シェスカの上官）

2010年
- アイアンマン（記者、院長）
- しまじろう ヘソカ
- RAINBOW-二舎六房の七人-（看護婦(1)、女性客、ホステス）

### 劇場アニメ
2006年
- アタゴオルは猫の森
- ブレイブ・ストーリー

### 吹き替え

#### 実写
- アグリー・ベティ
- ER XIII 緊急救命室（クリスチン〈カーソン・ブラウン〉） #283
- ER XIV 緊急救命室（ドリス〈トリー・スパークマン〉） #297
- エディ・マーフィの劇的1週間（グラシエラ）
- Lの世界
- 王妃マリー・アントワネット
- 神々の晩餐 -シアワセのレシピ-（コ・ジュニョン/ハ・インジュ〈ソン・ユリ〉）
- クリミナル・マインド3 FBI行動分析課 #18
- クリミナル・マインド4 FBI行動分析課（ケイト） #13
- クリミナル・マインド5 FBI行動分析課（ソフィア） #15
- クリミナル・マインド6 FBI行動分析課（マーシー・オーウェン） #22
- 検事プリンセス（マ・ヘリ〈キム・ソヨン〉）
- CSI:マイアミ6 #8
- 情愛と友情
- 新ビバリーヒルズ青春白書
- スーパーマン
- スモーキング・ハイ
- 007 ゴールドフィンガー
- チャウダー
- チャーリー・シーンのハーパー★ボーイズ（ローズ）
- ディスタービア
- デスパレートな妻たち
- 天使と悪魔（イギリス人リポーター）
- ドレスデン、運命の日
- 春のワルツ
- HEROES/ヒーローズ（ヤエコ〈田村英里子〉）
- 北京バイオリン
- ボードウォーク・エンパイア 欲望の街
- 僕の彼女は九尾狐（クミホ）
- MAD MAN（アリソン）
- ミュータント・クロニクルズ（ヴァレリー・デュバル〈デヴォン青木〉）
- 名探偵モンク3
- 森の王者（ジョージ）
- レオン ※完全版新録
- ロイヤル・スキャンダル ～エリザベス女王の苦悩～（アン王女）
- ロマンス（ソ・ミンジュ）
- One Tree Hill

#### アニメ
2013年
- パラノーマン ブライス・ホローの謎（コートニー）

### 舞台
- オズの魔法使い（エムおばさん、西の魔女）
- サクラ大戦スーパー歌謡ショウ 新宝島
- ソープ・オペラ（水原たまき）
- ピーターパンとウェンディ（ピーターパン）
- 法王庁の避妊法（ハナ）